# Czerna Skała
Czerna Skała (bułg. Черната скала) – szczyt masywu Witosza, w Bułgarii, o wysokości 1869 m n.p.m. 